# Eremobittacus spinulatus
Eremobittacus spinulatus är en näbbsländeart som beskrevs av George W. Byers 1997. Eremobittacus spinulatus ingår i släktet Eremobittacus och familjen styltsländor. Inga underarter finns listade i Catalogue of Life.